# Strawberry Alarm Clock
A Strawberry Alarm Clock amerikai rock/pop együttes. A zenekar 1967-ben alakult Los Angelesben, és habár karrierje alatt már kétszer feloszlott, egészen a mai napig működik. Legismertebb számuk az "Incense and Peppermints", amely ugyanilyen című bemutatkozó albumukról származik. Az együttes a rock, pop, pszichedelikus rock, pszichedelikus pop, sunshine pop és acid rock műfajokban játszik. Nevük "eper ébresztőórát" jelent.

## Tagok
- Gene Gunnels - dobok, ütős hangszerek, ének
- Randy Seol - dobok, ütős hangszerek, ének
- Mark Weitz - billentyűk, ének
- George Bunnell - basszusgitár, ritmusgitár, ének
- Steve Bartek - gitár, furulya, producer
- Howie Anderson - ének, gitár

## Diszkográfia
- Incense and Peppermints (1967)
- Wake Up... It's Tomorrow (1968)
- The World in a Sea Shell (1968)
- Good Morning Starshine (1969)
- Wake Up Where You Are (2012)